# Саут Денис (Масачусетс)
Саут Денис (енгл. South Dennis) насељено је место без административног статуса у америчкој савезној држави Масачусетс.

## Демографија
По попису из 2010. године број становника је 3.643, што је 36 (-1,0%) становника мање него 2000. године.
| Група             | 2000.         | 2010.         |
| Белци             | 3.477 (94,5%) | 3.401 (93,4%) |
| Афроамериканци    | 37 (1,0%)     | 66 (1,8%)     |
| Азијати           | 13 (0,4%)     | 21 (0,6%)     |
| Хиспаноамериканци | 48 (1,3%)     | 58 (1,6%)     |
| Укупно            | 3.679         | 3.643         |